# 朝の読書運動
朝の読書運動（あさのどくしょうんどう）は、主に小中学校において、読書を習慣づける目的で始業時間前に読書の時間を設ける運動。朝の読書を略して、あさどく、朝読書とも呼ばれる。

## 概説
個々の学校や担任単位で1970年代から各地で行われてきたものであるが、1988年の船橋学園女子高校（現：東葉高等学校）で林公・大塚笑子両教諭の提唱・活動をきっかけに日本全国に広まった。とくに小学校で盛んである。1997年には「朝の読書推進協議会」が発足している。
1996年、「朝の読書」運動が第44回菊池寛賞を受賞。
読書時間は10分から15分程度である。生徒が持参した、あるいは学級文庫の中から選んだ本を読む。とくに小学生を対象として、読書教材を少ないページ数でまとめて短時間で読めるように編集された読み物シリーズなどを刊行する出版社がある。一部の学校では漫画も認めている。
遅刻の減少など、副次的な効果があるとされる。
2020年1月時点で、日本全国の7割超の学校で実施されている。

## 朝の読書の4原則
1. みんなでやる
2. 毎日やる
3. 好きな本でよい
4. ただ読むだけ

以上の4原則のみで、感想や記録などは取らない。

## 行政の支援
文部科学省が、2001年を「教育新生元年」と位置づけ、「21世紀教育新生プラン」と銘打って、あいさつのできる子、正しい姿勢と合わせて、朝の読書運動を3つの柱のひとつとして取り上げてから盛んになった。文部科学省は5年計画で1,000億円を図書購入の費用として支援する。

## 関連文献
- 船橋学園読書教育研究会編著『朝の読書が奇跡を生んだ - 毎朝10分、本を読んだ女子高生たち』高文研、1993年、ISBN 978-4874981443
- 林公・高文研編集部編『続 朝の読書が奇跡を生んだ』高文研、1996年、ISBN 4874981836
- 林公『朝の読書 実践ガイドブック―一日10分で本が好きになる』メディアパル、1997年、ISBN 978-4896100334
- 林公 『心の教育は朝の読書から―できることから始めよう 』メディアパル、1998年、ISBN 978-4896100419
- 林公『朝の読書の原点を求めて―生きる力を育む授業』メディアパル、2000年、ISBN 978-4896100488
- 岡山落合町立落合中学校「朝の読書」推進班編『「朝の読書」が学校を変える』高文研、2001年、ISBN 978-4874982655
- 吉田法子『先生、いっしょに本を読もうよ』メディアパル、2004年、ISBN 978-4896100617
- 静岡県総合教育センター教職研修部実務研修員 村松裕子編『高等学校における朝読書の実態 : 静岡県立高等学校教員実務研修研究報告書 平成１５年度』、2004年
- 林公『子どもの学ぶ力を伸ばす「朝の読書」―自ら考え、自ら学ぶ意欲を育てる』メディアパル、2006年、ISBN 978-4896100730
- 林公『朝の読書―その理念と実践』編集工房一生社、2007年、ISBN 978-4900028012
- 鳥取県立智頭農林高等学校朝読書委員会編『「朝の一斉読書」記録集 : 「朝読書」１年目の取り組み 平成２１年度』鳥取県立智頭農林高等学校、2009年？
- 岩岡千景『生きる力を育む「朝の読書」 静寂と集中』高文研、2019年、ISBN 978-4874986752